# Brania articulata
Brania articulata är en ringmaskart som beskrevs av Hartmann-Schröder 1982. Brania articulata ingår i släktet Brania och familjen Syllidae. Inga underarter finns listade i Catalogue of Life.